# 정채연
정채연(1997년 12월 1일 ~ )은 대한민국의 가수, 배우이다.
2016년 엠넷에서 방송된 퍼스트 서바이벌 오디션 프로그램 《PRODUCE 101》에 출연해 최종 7위의 순위로 최후 11인에 들어 걸그룹 아이오아이의 멤버로 활동했다.

## 학력
- 경인교육대학교 부설초등학교 (졸업)
- 평촌중학교 (졸업)
- 서울공연예술고등학교 방송연예과 (졸업)
- 성균관대학교（재학）

## 생애
정채연은 1997년 12월 1일 전라남도 순천시 조례동에서 태어나, 어린 시절 경기도 안양시로 이주하여 자랐다.

## 활동

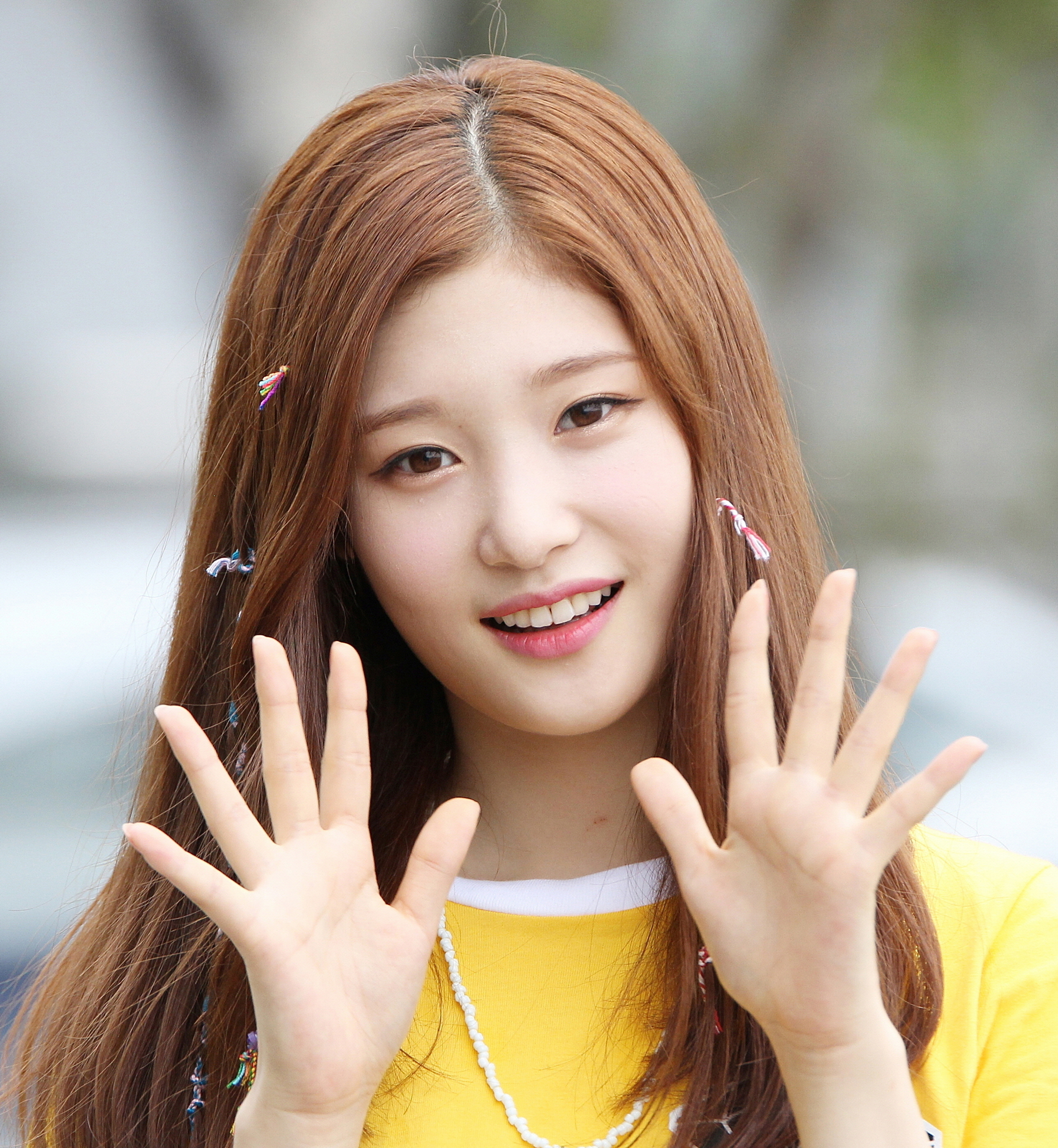
2015년 9월 29일 더쇼 다이아 팬미팅에서 정채연

채연은 2015년 9월 9인조 걸그룹 다이아의 멤버로 1집 《Do It Amazing》으로 처음 가요계에 데뷔했다. 데뷔 이후 특별한
주목을 받지 못하다가 2016년 엠넷 오디션 프로그램 《PRODUCE 101》에 출연해 최종 7위를 차지해 아이오아이에 합류하였고, 지명도를 올리며 얼굴을 알렸다.
연기자로도 두각을 나타낸 그녀는 2017년 7월에 방영한 SBS 드라마 《다시 만난 세계》에서 정정원(이연희 분)의 아역으로 출연하며 호평을 받아 같은 해 11월 아시아 아티스트 어워즈에서 배우 부문 신인상을 수상하는 쾌거를 거뒀다.
2018년 2월 개봉한 베트남, 한국 합작 영화 《라라》에서 한국의 천재 뮤지션 지필(산이 분)의 여자친구 윤희 역으로 스크린 데뷔를 했다.
이후 2월 18일부터 SBS 《인기가요》의 MC를 맡았으며, 3월부터 방영한 KBS2 드라마 《같이 살래요》에서 이미연 (장미희 분)의 20대 시절을 연기했다.
같은 해 7월부터 방영한 KBS2의 뮤직드라마 《투제니》에서 전교생의 첫사랑이자 폭망 걸그룹 멤버인 권나라 역을 맡았다.
 이후 정채연은 7월 8일부터 tvN 《코미디 빅리그》의 진행을 맡았다.

## 음반

### OST
| 순서 | 정보                                           | 트랙 리스트                      |
| ---- | ---------------------------------------------- | -------------------------------- |
| 1    | 원티드 OST Part 3 - 발매일: 2016년 7월 20일    | 1. 그림자 (Feat. 예지(피에스타)) |
| 2    | To. Jenny OST Part 2 - 발매일: 2018년 7월 18일 | 1. Your Song (Feat. 김성철))     |

## 출연 작품

### 드라마
| 연도 | 방송사     | 제목                                  | 역할        | 비고     |
| ---- | ---------- | ------------------------------------- | ----------- | -------- |
| 2015 | 네이버TV   | 달콤한 유혹                           | 아미 조수   | 웹드라마 |
| 2016 | tvN        | 혼술남녀                              | 정채연      |          |
| 2017 | 컨버전스TV | 109 별일 다 있네                      | 신기원      | 웹드라마 |
| 2017 | SBS        | 다시 만난 세계                        | 어린정정원  |          |
| 2017 | 네이버TV   | 아이엠                                | 애니        | 웹드라마 |
| 2018 | KBS2       | 같이 살래요                           | 젊은 이미연 |          |
| 2018 | KBS2       | To. Jenny                             | 권나라      |          |
| 2019 | Netflix    | 첫사랑은 처음이라서                   | 한송이      |          |
| 2019 | Netflix    | 첫사랑은 처음이라서 시즌2             | 한송이      |          |
| 2021 | KBS2       | 연모                                  | 노하경      |          |
| 2022 | MBC        | 금수저                                | 나주희      | 16부작   |
| 2024 | JTBC       | 조립식 가족                           | 윤주원      | 16부작   |
| 2025 | JTBC       | 에스콰이어 : 변호사를 꿈꾸는 변호사들 | 강효민      | 12부작   |

### 영화
| 연도 | 제목 | 역할 | 비고                   |
| ---- | ---- | ---- | ---------------------- |
| 2018 | 라라 | 윤희 | 한국, 베트남 합작 영화 |

## 그 외 출연

#### 텔레비전 프로그램
| 연도 | 방송사     | 제목                                               | 역할                                            | 기간                            |
| ---- | ---------- | -------------------------------------------------- | ----------------------------------------------- | ------------------------------- |
| 2016 | Mnet       | PRODUCE 101                                        | 참가자                                          | 1월 22일 ~ 4월 1일              |
| 2016 | Mnet       | 스탠바이 I.O.I                                     | 고정 출연                                       | 4월 22일                        |
| 2016 | SBS        | 동상이몽, 괜찮아 괜찮아                            | 게스트                                          | 6월 13일 ~ 20일                 |
| 2016 | MBC every1 | 주간 아이돌                                        | 게스트                                          | 6월 15일                        |
| 2016 | KBS2       | 어서옵SHOW                                         | 게스트                                          | 6월 24일                        |
| 2016 | Mnet       | 랜선친구 I.O.I                                     | 고정 출연                                       | 7월 8일 ~ 8월 5일               |
| 2016 | tvN        | 먹고 자고 먹고 - 쿠닷 편                           | 고정 출연                                       | 9월 23일 ~ 10월 7일             |
| 2016 | MBC every1 | 주간 아이돌                                        | 게스트                                          | 10월 19일                       |
| 2016 | tvN        | 먹고 자고 먹고 - 센토사편                          | 고정 출연                                       | 12월 20일 ~ 12월 27일           |
| 2017 | tvN        | 인생술집                                           | 게스트                                          | 3월 3일                         |
| 2017 | FashionN   | 팔로우 미 8                                        | MC (서지혜, 구재이, 이주연, 차정원과 공동 진행) | 3월 2일 ~ 7월 27일              |
| 2017 | MBC        | 미스터리 음악쇼 복면가왕                           | 패널                                            | 3월 5일 ~ 3월 19일              |
| 2017 | KBS2       | 배틀 트립                                          | 스페셜 MC                                       | 8월 26일 ~ 9월 9일, 65회 ~ 67회 |
| 2017 | KBS2       | 뮤직뱅크                                           | 스페셜 MC                                       | 10월 27일                       |
| 2018 | SBS        | 정글의 법칙 in 파타고니아                          | 게스트                                          | 2월 2일 ~ 3월 2일               |
| 2018 | SBS        | 인기가요                                           | MC (송강, 민규와 공동 진행)                     | 2월 18일 ~ 2019년 2월 3일       |
| 2019 | MBC        | 미스터리 음악쇼 복면가왕                           | 패널 (기희현과 출연)                            | 5월 26일 ~ 6월 2일              |
| 2019 | MBC every1 | 세빌리아의 이발사                                  | 고정 출연                                       | 7월 11일 ~9월12일               |
| 2021 | tvN        | 온앤오프                                           | 게스트                                          | 2월 23일                        |
| 2023 | KBS2       | 2023 순천만 국제정원박람회 개막공연 '봄, 정원으로' | 공동 MC (윤시윤과 공동 진행)                    | 3월 31일                        |

### 뮤직 비디오
| 연도 | 제목                | 음악가       |
| ---- | ------------------- | ------------ |
| 2015 | 《혼자가 편해졌어》 | 엘시, 케이윌 |
| 2016 | 《울산바위》        | M&D          |
| 2017 | 《외로워서 죽음》   | 딘딘         |
| 2018 | 《축가》            | 전우성       |

## 광고
| 연도         | 기업명                           | 제품명                                    | 종류                  | 공동 출연      |
| ------------ | -------------------------------- | ----------------------------------------- | --------------------- | -------------- |
| 2016         | 웅진식품                         | 하늘보리 아이스 스파클링                  | 음료                  | 아이오아이     |
| 2016         | 넷마블게임즈                     | 백발백중 for Kakao                        | 모바일게임            | 아이오아이     |
| 2016         | 넷마블게임즈                     | 스톤에이지                                | 모바일게임            | 아이오아이     |
| 2016         | SK텔레콤                         | SK텔레콤 연결의 토닥토닥: 소녀 편         | 통신사                | 아이오아이     |
| 2016         | 아모레퍼시픽                     | 에뛰드하우스                              | 화장품                | 아이오아이     |
| 2016         | CJ제일제당                       | 쁘띠첼 스윗푸딩, 쁘띠첼 에끌레어          | 디저트                | 아이오아이     |
| 2016         | 이베이코리아                     | 옥션                                      | 온라인 쇼핑몰         | 아이오아이     |
| 2016         | 팔도                             | 왕뚜껑                                    | 컵라면                | 아이오아이     |
| 2016         | (주)에리트 베이직(현 형지엘리트) | 엘리트 학생복                             | 교복                  | 아이오아이     |
| 2016         | KB국민은행                       | KB국민은행 Liiv                           | 금융                  | 아이오아이     |
| 2016         | (주)브랜드 인덱스                | 팬콧                                      | 캐주얼 의류           | 아이오아이     |
| 2016~2017    | (주)형지엘리트                   | 엘리트학생복                              | 교복                  | 아이오아이     |
| 2016~ (현재) | (주)뮈샤                         | 라뮈샤 주얼리                             | 주얼리, 악세사리      |                |
| 2017         | (주)넥슨                         | 영웅의 군단                               | 모바일 RPG게임        | with 다이아    |
| 2017         | 제이준코스메틱                   | 제이준 마스크팩                           | 화장품                |                |
| 2017         | (주)넥슨레드, (주)제페토         | 스페셜솔져                                | 모바일 FPS게임        | 소미           |
| 2017         | 버거킹 코리아                    | 붉은대게통새우버거 뉴올리언스버거         | 패스트푸드 프랜차이즈 |                |
| 2017~ (현재) | (주)LF                           | 질스튜어트 액세서리 (JILL By JILL STUART) | 가방 악세사리         | 정해인(2018년) |
| 2017~ (현재) | KT                               | KT멤버십XG마켓                            | 통신사                |                |
| 2017~ (현재) | KT                               | Y수능 데이터 무제한 페스티벌 Y데이터박스  | 통신사                |                |
| 2018~ (현재) | (주)클리오                       | 힐링버드                                  | 헤어&바디 브랜드      |                |

## 수상 및 후보 목록

### SBS 연기대상
| 연도   | 수상 부분       | 작품               | 결과 |
| ------ | --------------- | ------------------ | ---- |
| 2017년 | 여자 신인연기상 | 《다시 만난 세계》 | 후보 |

### KBS 연예대상
| 연도   | 부문            | 작품        | 결과 |
| ------ | --------------- | ----------- | ---- |
| 2018년 | 핫이슈 예능인상 | 《투 제니》 | 수상 |

### KBS 연기대상
| 연도   | 수상 부분       | 작품     | 결과 |
| ------ | --------------- | -------- | ---- |
| 2021년 | 여자 신인연기상 | 《연모》 | 후보 |

### MBC 연기대상
| 연도   | 수상 부분                  | 작품       | 결과 |
| ------ | -------------------------- | ---------- | ---- |
| 2022년 | 여자 미니시리즈 우수연기상 | 《금수저》 | 후보 |

### 그리메상
| 연도   | 부문          | 작품        | 결과 |
| ------ | ------------- | ----------- | ---- |
| 2018년 | 신인 연기자상 | 《투 제니》 | 수상 |

### 아시아 아티스트 어워즈
| 연도   | 부문                 | 작품               | 결과 |
| ------ | -------------------- | ------------------ | ---- |
| 2017년 | 배우부문 여자 신인상 | 《다시 만난 세계》 | 수상 |
| 2017년 | 배우부문 여자 인기상 | 빈칸               | 후보 |
| 2018년 | 배우부문 여자 인기상 | 빈칸               | 후보 |

### 숨피어워즈
| 연도   | 부문                 | 작품       | 결과 |
| ------ | -------------------- | ---------- | ---- |
| 2018년 | 최고의 아이돌 배우상 | 《아이엠》 | 후보 |

### 기타 시상식
| 연도   | 수상 내역 |
| ------ | --- |
| 2018년 | - 제15회 대한민국 퍼스트브랜드 대상 여자 연기돌 부문 - 제16회 올해의 브랜드 대상 여자 CF부문 대상 - 제4회 서울웹페스트 영화제 2018 올해의 라이징스타상 |
| 2021년 | - 2022 대한민국 퍼스트브랜드 대상 연기돌(여) |
| 2023년 | - 제7회 대한민국 청년의 날 기념식홍보대사 공로상 |

### 내용주
1. ↑  V앱 "바비큐파티 다이아X에이드"에서 은진과 함께 기독교 신자임을 밝혔다.

### 참조주
1. 1 2  출생기록부
2. 1 2
3. ↑  DIA 바비큐파티 다이아X에이드
4. ↑  윤성열 (2018년 1월 4일). “[☆밥한끼합시다]정채연 "I.O.I 문자방, 새벽까지 와글..소미 답장 빨라"(인터뷰②)”. 스타뉴스. 2018년 1월 5일에 확인함.
5. ↑  노규민 (2018년 1월 12일). ““스크린 도전”…정채연 ‘라라’ 티저 포스터 공개, 산이와 호흡”. 텐아시아. 2018년 1월 22일에 원본 문서에서 보존된 문서. 2017년 12월 16일에 확인함.
6. ↑  “세븐틴 민규·정채연·송강, '인기가요' 새 MC 발탁”. 《OSEN》. 2018년 2월 13일.
7. ↑  김유림 (2017년 12월 27일). “정채연 '같이살래요' 출연… '같이 살래요' 장미희 아역 맡는다”. 《머니S》.
8. ↑  “정채연, 뮤직드라마 ‘투제니(to.Jenny)’ 캐스팅”. 《KBS Media》. 2018년 6월 15일.
9. ↑  “다이아 정채연, '코빅' 새 MC 발탁 "7월8일부터 진행"”. 《YTN》. 2018년 6월 28일.